# Njong
Njong je reka v Kamerunu. Od izvira do izlitja v Gvinejski zaliv je dolga okoli 640 km.